# 族議員
族議員（ぞくぎいん）は、特定の政策分野に精通して関連する省庁の政策決定に強い影響力を及ぼし、関連業界の利益を擁護してそれらの代弁者の役割も果たす国会議員の俗称。

## 役割
族議員の役割としては、特定の業界団体や利益団体のために、法律作成や政策の調整をしたり、許認可権を持つ省庁に口利きをしたり、補助金等の配分や公共事業の箇所づけに介入する等、様々な行為があった。

## 出自と序列
族議員は特定分野を所管する官庁の官僚派で注目されるが、党人派でも注目されることがある。また、族議員は各省庁に対応する形で設置された政務調査会の政策部会に属して、必ずしも一様ではないが、衆議院議員で当てはめると当選回数2回で関連省庁の政務官、当選回数3回で党の部会長、当選回数4回で国会の委員長、当選回数5回以上で大臣に就任、というふうに当選回数と役職を重ねていくことによって序列の中を上昇していって、やがてドンやボスと呼ばれるような存在となって政策立案決定の際にさらに強い影響力を行使する族議員となっていく。
なお、族議員は長期政権下の自由民主党議員に限定されたイメージを持たれているが、与野党双方を経験した旧日本社会党・公明党・民主党議員のなかにも族議員が存在していると認識されている。

## 分類と名称
族議員は各省庁や国会委員会、自由民主党政務調査会の政策部会や調査会の名称などから冠されている。
主な族議員
- 法務族（法務省）
- 外交族（外務省）
- 大蔵族・財政族（大蔵省→財務省）
- 金融族（大蔵省→金融庁）
- 文教族（文部省→文部科学省）
- 厚生族・社労族・労働族（厚生省・労働省→厚生労働省）
- 農林族・水産族・畜産族（農林水産省）
- 商工族（通商産業省→経済産業省）
- 運輸族・鉄道族・航空族（運輸省→国土交通省）[6]
- 建設族・道路族（建設省・国土庁→国土交通省）
- 郵政族・電波族（郵政省→総務省）
- 国防族（防衛庁→防衛省）
- 環境族（環境庁→環境省）
- 地行族（自治省→総務省）
  - 主に地方行政に精通している議員（主に自民党議員）の略称で、自治体出身の議員や首長などが挙げられる[7]。
- 警察族（国家公安委員会・警察庁）
- 税調族（税制調査会）
  - 大蔵族・財政族よりも税制に特化している「税金のプロ」である[8]。税制族と呼ばれる場合もある。税制改革を取りまとめる立場に当たる[9]。

また、特定の政策分野ではなく、野党との人脈を活かして国対政治の場で力を発揮する国対族も存在する。なお、一人で複数の族議員に分類されることもあり、例えば税調族のドンであった山中貞則は、選挙区が畜産の盛んな大隅半島である関係から畜産族にも分類されており、沖縄返還前後に沖縄開発庁長官を務めた経緯から沖縄振興策にも相当の発言力を有し、また地元の鹿児島でも建設業界に力を持っていた。

## 特定の難しさ
なお、族議員は公認される存在ではなく、レッテルを貼られる存在であるため特定することが難しい面がある。たとえば障害者の社会進出を図るために障害者団体に対して利益誘導を図る場合、それだけで族議員とは呼ばれるわけではない。事実上の政策決定の閉鎖性や多額の政治資金獲得の要件が加わると族議員と呼ばれやすくなる。

## 歴史
日本で族議員が台頭したのは1970年代からといわれる。これは政府提出法案の国会提出前に党政務調査会の各部会で法案の事前審査をおこなうことが、政府・自民党におけるルールとして確立したことと、高度経済成長の終焉と社会保障制度の推進の必要が生じたことで、以前のように潤沢な予算を配分することが困難になったことにより党内での調整が必要とされたためである。また、自民党の長期支配が定着したことによる「知識や能力の蓄積」が進んだ点もあった。
かつて田中派は建設や郵政などの族議員を多く抱えた。また、領袖の田中角栄は、派閥内の議員を族議員として養成し、さらに族議員をあらゆる政策分野に配置して陳情を処理するようになると、自らの派閥を総合病院と称するようになった。大きな利権に結びつく部会には新人議員の入会者が殺到し、人気のある部会や調査会には主流派閥が群がり、非主流派閥は不人気部会に追いやられた。
官僚や業界が反対する政策について、政府が族議員を味方につけることができた場合には改革推進の原動力となってきた。例えば、1980年代の国鉄改革においては、首相の中曽根康弘と連携した運輸族の働きが国鉄民営化の推進力となったことが確認されている。
小泉内閣では2001年1月に中央省庁再編の一環として設置されていた経済財政諮問会議を積極的に活用することによって、従来の与党主導ボトムアップ型の政策決定システムだけでなく、官邸主導トップダウン型の政策決定システムを取り入れるようになった。こうした政策決定システムの変更は国会議員ではない民間人からの提言を重視するものであり、与党の国会議員からは不満や批判が出た。首相の小泉純一郎は、こうした不満や批判を構造改革に対する「抵抗勢力」と位置づけて排除し、郵政民営化、三位一体改革、政策金融改革などの改革を実現してリーダーシップを発揮し、族議員を弱体化させた。
2009年の第45回衆議院議員総選挙により政権に就いた民主党は、政府と与党の一元化を目指して与党にいる間、政策調査会の凍結および政務三役会議（国務大臣・副大臣・大臣政務官の会合）と各省政策会議（議院の委員会委員で構成される意見交換と提案のための会議。議長は副大臣）の設置を決め、これらの政策決定システム変更により族議員の排除に動き出した。ただ、2010年6月に成立した菅直人内閣によって政策調査会は復活し、続く2011年9月に成立した野田内閣では政府提出法案を政策調査会の下部機関である「部門会議」や「プロジェクトチーム」で審査した後、政調幹部会あるいは政調役員会での了承を経た上で、さらに党幹部と政府代表の協議による「政府・民主三役会議」での了承によって最終的な党議決定とする政策決定システムに改めた。こうした政策決定システムは、かつて政府・自民党で行われてきた政策決定システムと類似したものであると指摘された。

## 評価
族議員の一部は、集票または政治資金の獲得を目的としたロビイストであるとされることもあり、特定省庁や業界団体の利権を巡って汚職事件が起こるなど問題視された。海部俊樹によると、文教族を例に挙げれば、教科書会社の選定問題では、「文教族が文教部会で話し合う→馴染みの会社に決める→文教委員会で採決する→会社と癒着する」という政治が行われていたという。
政策の決定権を握る族議員、関係省庁、業界団体の三者（いわゆる鉄のトライアングル）が癒着した結果、予算が既得権益化、硬直化して、縦割り行政の弊害の面が出て、日本全体の利益よりも個別分野の利益が優先されすぎるようになり、内閣総理大臣の総合調整機能が低下して政治的リーダーシップの欠如が指摘された。また、与党の閉鎖的な政策部会で事実上の政策決定が行われた結果、本来の責任者である各省大臣の責任の所在が曖昧になったりして「党高政低」と揶揄され「政府・与党二元化」とも批判された。
ただ、族議員は専門とする分野についての知識と調整能力に長けているので、一貫性を持って安定した政策立案・遂行を進めていくというメリットも存在する。また、国民の支持を取り付ける必要のない官僚からは無視されがちとなる政治的弱者、例えば障害者の自己負担金の減額や雇用義務強化を訴えることに対する政策的な配慮の発揮も可能となっている。